# Anja Blacha
Anja Karen Blacha (* 18. Juni 1990 in Bielefeld) ist eine deutsche Ausdauer- und Extremsportlerin sowie Höhenbergsteigerin. Sie hat 12 verschiedene Achttausender bestiegen (den Mount Everest dreifach), alle ohne Zuhilfenahme von Flaschensauerstoff. Sie hält eine Reihe von Rekorden: 2017 bestieg sie als jüngste deutsche Frau den Mount Everest und bezwang als jüngste Deutsche alle Seven Summits. Im Jahr 2019 war sie als erste deutsche Frau auf dem K2. 2020 schaffte sie als erste Frau weltweit eine allein und ohne Fremdhilfe durchgeführte Polarexpedition von der Küste der Antarktis bis zum Südpol.

## Familie und Ausbildung
Anja Blacha wuchs mit ihrer zwei Jahre älteren Schwester in Bielefeld auf und legte dort an der Marienschule der Ursulinen 2008 das Abitur ab. Sie machte einen Bachelor-Abschluss in Betriebswirtschaft an der Universität Mannheim, ergänzt durch Studien an der UC Berkeley und ein Auslandssemester an der Korea University 2010. Anschließend ging sie nach London, wo sie an der Birkbeck, University of London ein Masterstudium in Philosophie absolvierte. Seit 2016 lebt und arbeitet sie in Zürich. Sie war mehrere Jahre als Managerin für Vodafone, Swisscom und das Project Management Institute aktiv. Derzeit fokussiert sie sich auf ihre Expeditionen und ist als Rednerin mit Vorträgen bei Firmen-, akademischen und öffentlichen Veranstaltungen tätig.
Sie ist seit der Schulzeit auch als Fechterin aktiv. 2012 wurde sie von der University of London zur Sportlerin des Jahres gekürt. Blacha begann 2013 mit dem Bergsteigen, nachdem sie im Peru-Urlaub mit ihrer Schwester den Salkantay-Trek, der von Mollepata zum Machu Picchu führt, gelaufen war.

## Expeditionen
Ihre Leistungen beim Extrembergsteigen und Ausdauersport führt Blacha unter anderem auf mentale Stärke, Disziplin, Beharrlichkeit, Grundausdauer, eine „Grundstärke in den Beinen“, gute Verträglichkeit der Höhenluft, akribische Planung, Sicherheitsbewusstsein und ihre gute Regenerationsfähigkeit zurück. Die Motivation für ihre Expeditionen sieht sie in ihrer Reiselust, der Neugier, fremde Dinge kennenzulernen, und der Freude an Herausforderungen, nicht primär im Erreichen von Bestmarken und „Jagd nach Rekorden“. Für sie stehe immer das Erlebnis im Vordergrund. Sie sagte dazu: „Letztlich jedoch mache ich das für mich. Es ist mein Projekt, und es ist mir wichtig.“
Vorurteile gegenüber Frauen führt sie auf eine immer noch „sehr männlich geprägte Szene“, die Extremsport als Männerdomäne ansieht, zurück. Beim Bergsteigen etwa würden Leistungen von Frauen relativiert oder behauptet, sie hätten mehr Hilfe erhalten. Demgegenüber erachtet sie, losgelöst von Geschlechterklischees, Fähigkeiten wie Zielorientierung, Planung von Strategie, Ernährungsplan und Ausrüstungsliste, Adaptionsfähigkeit an sich ändernde Umstände, Durchhaltevermögen, umsichtiges Risiko-, Energie- und Kältemanagement als essentiell für das Gelingen einer Expedition. Zudem seien einige Unterschiede in der Physis günstiger für Frauen als für Männer, etwa weniger Sauerstoffverbrauch in großer Höhe durch geringere Muskelmasse, weniger Gewicht, kleinerer Gewichtsverlust auf langen Expeditionen. Blacha will „darauf hinweisen, dass man sich nicht davon abhalten lassen sollte, von Denkmustern oder Stereotypen, die man im Kopf hat. Dass man eben nicht groß, stark und männlich sein muss um solch eine Expedition erfolgreich machen zu können, sondern, dass das auch mit anderen Mitteln geht.“ Sie verweist darauf, dass Frauen andere, aber sehr hilfreiche Qualifikationen und gleichwertige Fähigkeiten besäßen, die sie befähigten, neben dem Extremsport auch in anderen bislang als Männerdomäne deklarierten Bereichen ihre Ziele zu erreichen. Am Beispiel ihrer Polartour möchte sie zeigen, „welche Fähigkeiten Frauen haben, um Dinge zu schaffen, die nur Männern zugetraut werden“ und dazu motivieren, „dass wir im Sport wie in der Berufswelt den Blick auf solche weniger offensichtlichen Fähigkeiten richten. Für Frauen eröffnen sich dadurch Wege zu Zielen, an die sie sich sonst vielleicht nicht herangewagt hätten“.
| * | Jahr | Gipfel             | Höhe   | Land / Kontinent             |
| - | ---- | ------------------ | ------ | ---------------------------- |
|   | 2015 | Mont Blanc         | 4810 m | Frankreich, Italien / Europa |
| 1 | 2015 | Aconcagua          | 6962 m | Argentinien / Südamerika     |
| 2 | 2015 | Kibo / Kilimanjaro | 5895 m | Tansania / Ostafrika         |
| 3 | 2016 | Denali             | 6194 m | Alaska / Nordamerika         |
| 4 | 2016 | Elbrus             | 5642 m | Russland / Europa            |
| 5 | 2016 | Puncak Jaya        | 4884 m | Indonesien / Ozeanien        |
| 6 | 2017 | Mount Everest      | 8848 m | Nepal, Tibet / Asien         |
| 7 | 2017 | Mount Vinson       | 4892 m | Antarktika / Antarktis       |
|   | 2019 | Broad Peak         | 8051 m | Pakistan, VR China / Asien   |
|   | 2019 | K2                 | 8611 m | Pakistan, VR China / Asien   |
|   | 2021 | Mount Everest      | 8848 m | Nepal, Tibet / Asien         |
|   | 2023 | Nanga Parbat       | 8125 m | Pakistan / Asien             |
|   | 2023 | Gasherbrum II      | 8034 m | Pakistan, VR China / Asien   |
|   | 2023 | Gasherbrum I       | 8080 m | Pakistan, VR China / Asien   |
|   | 2024 | Makalu             | 8485 m | Nepal, Tibet / Asien         |
|   | 2024 | Kangchendzönga     | 8586 m | Nepal, Indien / Asien        |
|   | 2024 | Manaslu            | 8163 m | Nepal / Asien                |
|   | 2024 | Cho Oyu            | 8188 m | Nepal, Tibet / Asien         |
|   | 2025 | Annapurna          | 8091 m | Nepal / Asien                |
|   | 2025 | Dhaulagiri         | 8167 m | Nepal / Asien                |
|   | 2025 | Mount Everest      | 8848 m | Nepal, Tibet / Asien         |

### Seven Summits
Blacha bestieg die höchsten Berge jedes Kontinents mit einer hundertprozentigen Ersterfolgsquote in knapp drei Jahren: 2015 bestieg sie den Aconcagua, den höchsten Berg Südamerikas. Noch im selben Jahr bestieg sie den Mont Blanc und den Kibo im Kilimandscharo-Massiv, bevor sie 2016 den Denali in Alaska, den höchsten Berg Nordamerikas, erklomm, ebenso den Elbrus und Puncak Jaya. 2017 schloss sie mit Expeditionen auf den Mount Everest und den Mount Vinson, dem höchsten Berg des Kontinents Antarktika, die Besteigung der Seven Summits ab. Mit 26 Jahren war sie 2017 die jüngste deutsche Frau auf dem Mount Everest, den sie über die Nordroute von Tibet aus bestiegen hatte. Im selben Jahr, im Alter von 27 Jahren, war sie die jüngste Deutsche, die alle sieben Gipfel erreicht hatte.

### K2-Besteigung
Anschließend erklomm Blacha mehrere Berge in Europa, bevor sie im Juli 2019 den K2 bestieg. Der Aufstieg war Teil einer Doppelexpedition: Zur Akklimatisation für den K2 bestieg sie zunächst den Broad Peak, den mit 8051 m zwölfthöchsten Berg der Welt. Danach bestieg sie den K2, den mit 8611 m zweithöchsten Berg der Welt. Für den Aufstieg nahm sie den Abruzzi-Sporn, für den Abstieg die Cesen-Route. Sie erreichte beide Gipfel ohne zusätzlichen Sauerstoff. Sie bestieg den K2 als erste deutsche Frau und als achter Mensch aus Deutschland insgesamt.

### Weitere 8000er
2021 bestieg sie erneut den Mount Everest, diesmal über die Südroute.
2023 setzte sie ihre 8000er-Expeditionen fort, indem sie Nanga Parbat, Gasherbrum I und Gasherbrum II bestieg. Sie war wie schon 2019 ohne Flaschensauerstoff unterwegs und verzichtete auf persönlichen Sherpa-Support. Damit hat sie alle fünf pakistanischen 8000er ohne Flaschensauerstoff bestiegen.
2024 bestieg sie den Makalu, den Kangchendzönga, den Manaslu und den Cho Oyu - alle ohne Unterstützung durch künstlichen Sauerstoff.
Im Jahr 2025 folgte im Annapurna Himal ihre Besteigung der Annapurna ohne zusätzlichen Sauerstoff. Am 10. Mai 2025 erreichte sie den Gipfel des Dhaulagiri - wiederum ohne Zuhilfenahme von Flaschensauerstoff. Am 27. Mai 2025 bestieg sie zum dritten Mal den Mount Everest - sie erreichte den Gipfel alleine über die Südroute und diesmal ohne künstlichen Sauerstoff.

### Soloexpedition zum Südpol

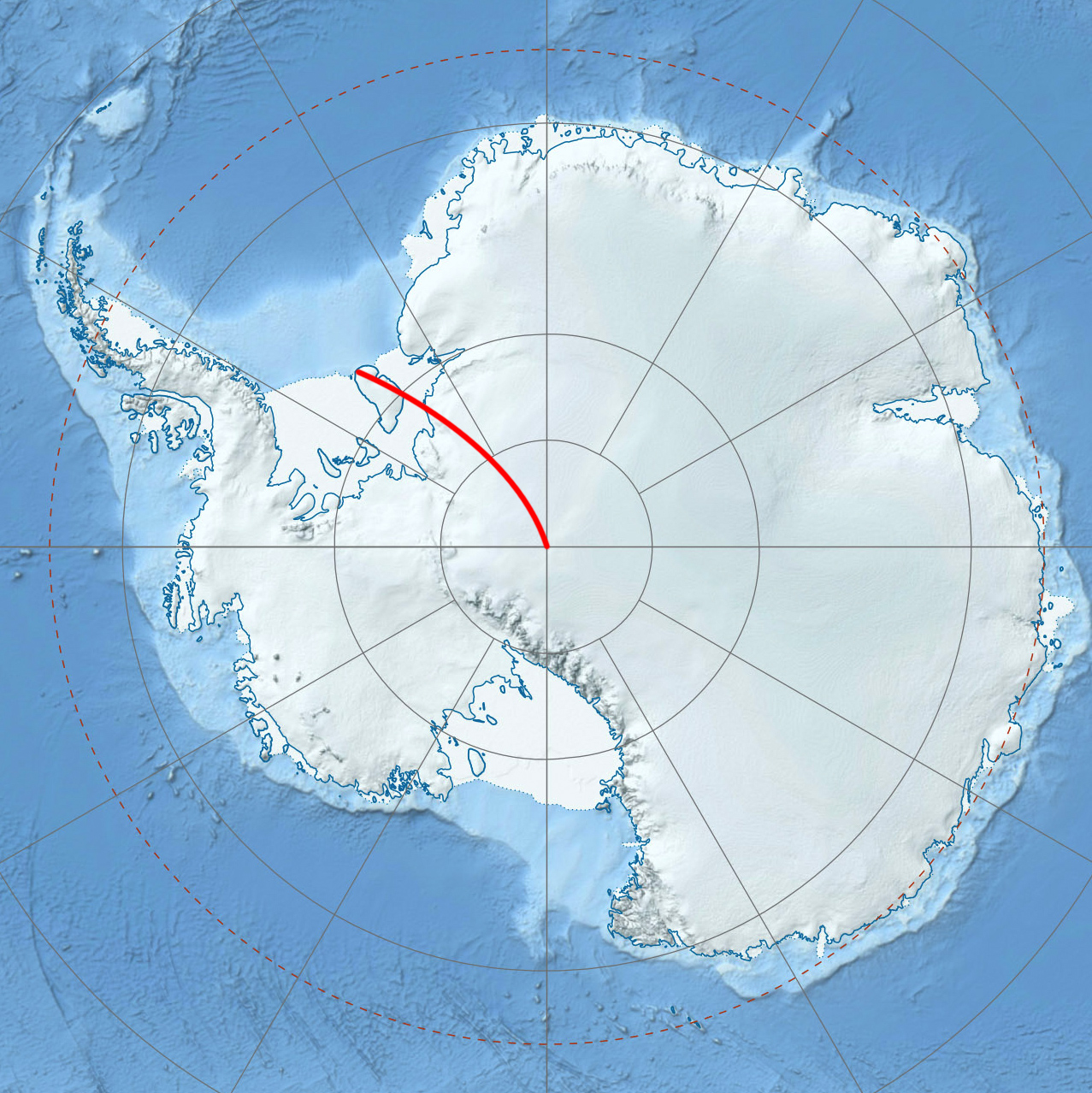
Die 1381 Kilometer lange Route der Expedition Anja Blachas von der Gould Bay auf der Berkner-Insel bis zum Südpol

Zur Vorbereitung auf ihre Südpoltour trainierte Blacha unter anderem 2018/19 in Norwegen und im Frühjahr vier Wochen in Grönland, wo sie das Inlandeis von West nach Ost durchquerte. Im November 2019 machte sie sich zu dem 1.381 Kilometer langen Ski-Marsch durch Schnee und Eis zum Südpol auf. Sie bewältigte ihn alleine und mit anfänglich 110 kg schwerem Gepäck, das sie auf einem Schlitten hinter sich herzog. Nach fast 58 Tagen erreichte sie im Januar 2020 ihr Ziel.
Sie war damit die erste Frau, die eine Soloexpedition von der Gould Bay auf der Berkner-Insel bis zum Südpol ohne Hilfsmittel geschafft hatte und stellte damit den Rekord für die längste Expedition in der Antarktis auf, die bisher von einer Frau „solo und unsupported“ (zu deutsch in etwa: ‚alleine und ohne fremde Hilfe‘) unternommen wurde. 2023 wurde Blachas Rekord der längsten Polarexpedition einer Frau von der britischen Extremsportlerin Preet Chandi mit 1485 Kilometern gebrochen. Blacha ist damit nicht nur die erste Frau, die es „solo und unsupported“ von der Antarktisküste zum Südpol geschafft hat, sondern ist bis heute auch die jüngste Person, der dies gelungen ist.
2012 hatte die 34-jährige Britin Felicity Aston innerhalb von 59 Tagen 1744 Kilometer mit Proviantdepots entlang der Strecke zurückgelegt, was als Unterstützung gilt. Als erster Mann durchquerte Ende 2018 der US-Amerikaner Colin O’Brady im Alter von 33 Jahren die Antarktis allein, ohne Unterstützung und auf Langlaufskiern. Er brauchte für 1470 Kilometer 54 Tage. Zuvor waren noch weitere Männer unter diesen Bedingungen aufgebrochen, darunter 1995 der Polarforscher Børge Ousland.
Unter dem Titel „Not bad for a girl“ firmierte die Kampagne einer PR-Agentur im Auftrag der Sportfachhandelsgruppe Intersport, die die Expedition in die Antarktis zum Teil materiell und finanziell sponserte. Blacha hielt das Hissen einer Deutschland-Flagge am Südpol für unpassend, zeigte aber eine Fahne mit dem Firmenlogo und dem Spruch „Not bad for a girl – almost impossible for everyone else“ („Nicht schlecht für ein Mädchen – fast unmöglich für alle anderen“).